# 江西教育出版社
江西教育出版社是中华人民共和国江西省的一家教育类出版机构，成立于1985年，社址位于江西省南昌市抚河北路291号，隶属江西省出版总社。

## 历史沿革
1959年9月8日，经江西省人民委员会批准，成立江西教育出版社。由省教育厅直接领导。1962年全社编制为62人，同年调整为35人。内设第一编辑室，负责编辑地方教材和教育图书；第二编辑室，负责编辑《江西教育》；出版部，负责印制、出版和社内办公的有关事宜。1969年10月，江西教育出版社在文化大革命中被撤消。
1985年2月15日，经国家出版局批准，在原江西人民出版社文教编辑部的基础上，成立新的江西教育出版社。首任社长熊向东。社址原在南昌市新魏路5号，1991年迁至南昌市老贡院路8号。出版社坚持“服务教育，传播知识，繁荣学术，创造特色”的办社宗旨，致力于出版教材教辅、教科理论、学术著作、辞书工具书。内设文科编辑室、理科编辑室、小学编辑室、辞书编辑室、总编办公室及社办公室、发行科以及《英语辅导》、《小学教学研究》、《修辞学习》期刊编辑部。